# Bosque en galería

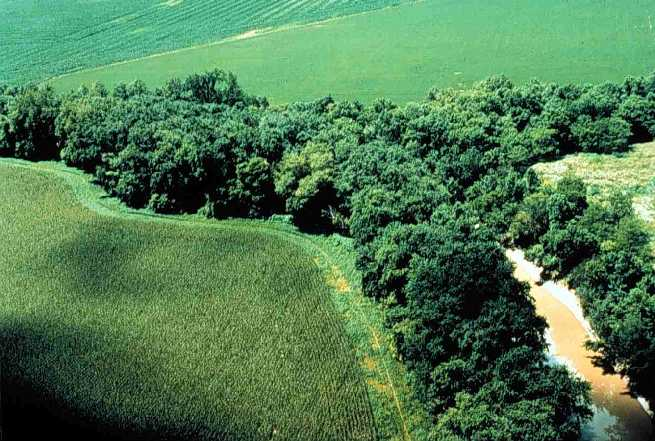
Afluente del Lago Erie.

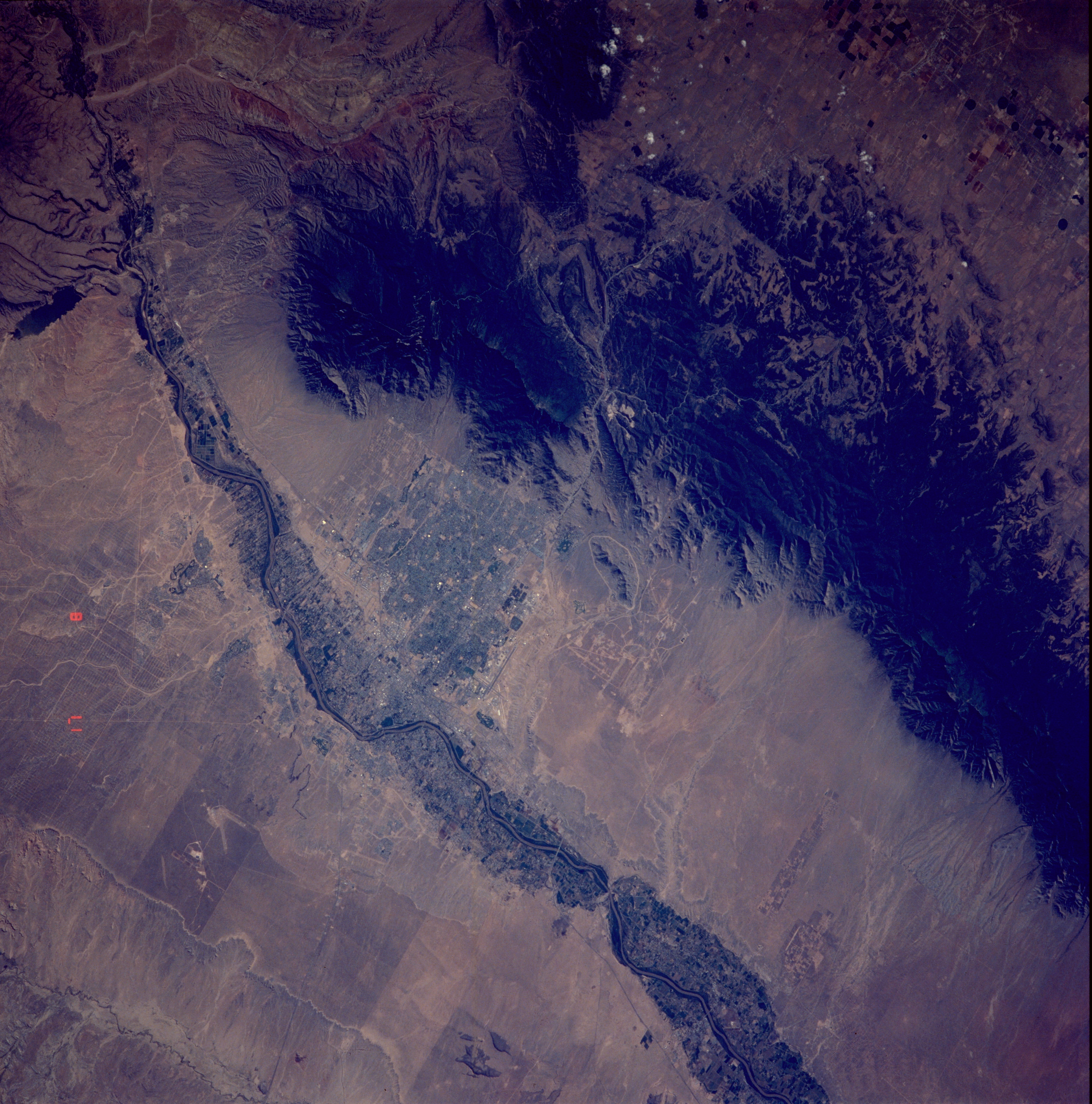
Imagen de satélite de la zona de Albuquerque, donde destaca la concentración de la vegetación en torno al curso del río Bravo.

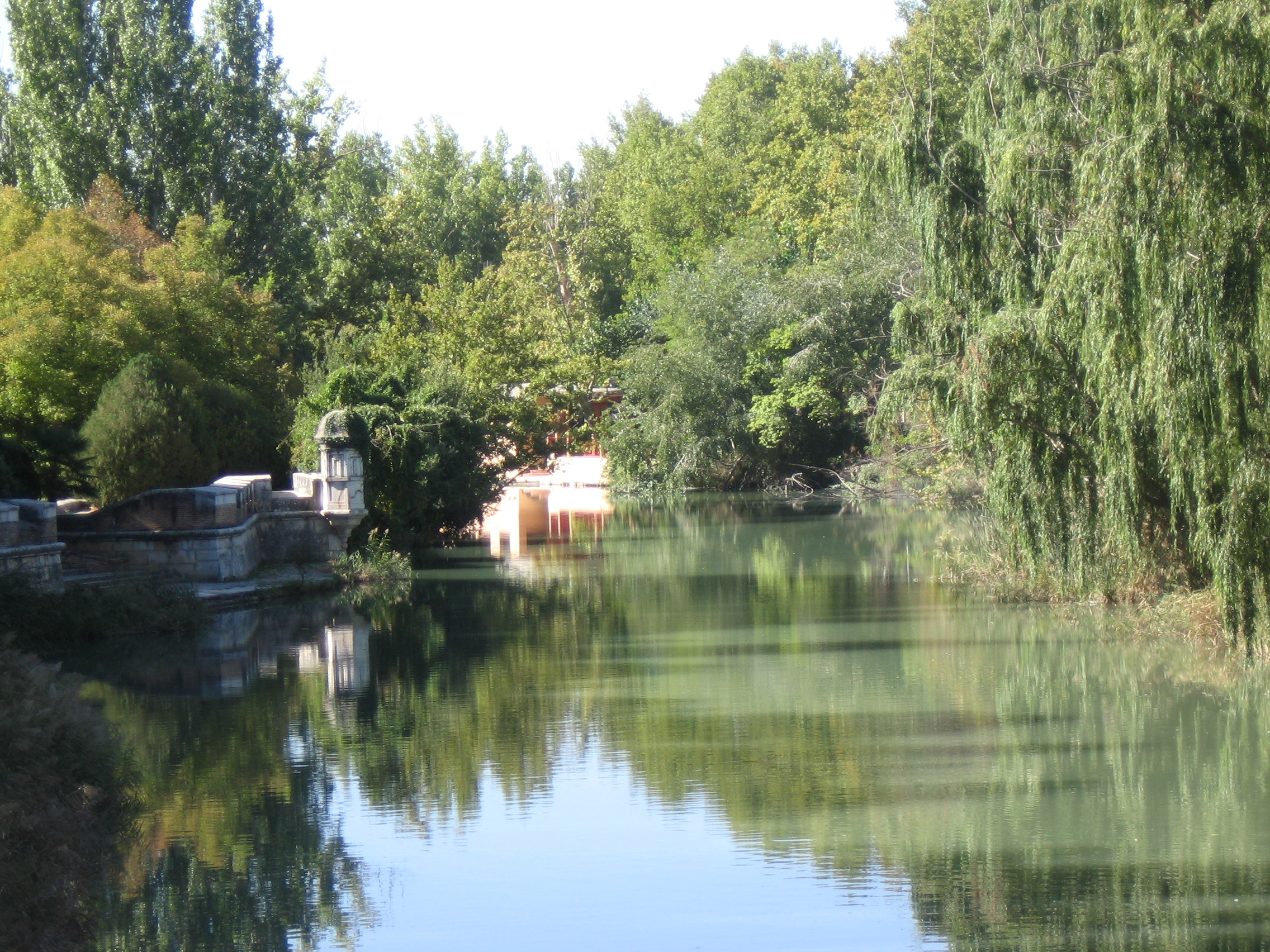
El Tajo a su paso por el jardín del Príncipe de Aranjuez

Bosque en galería, bosque-galería, bosque de ribera o soto, son denominaciones de la formación vegetal o bosque caracterizado por su vinculación a la ribera de un río o cauce. Su vegetación se califica de «riparia» (adjetivo propio del sustantivo "ribera"); sus necesidades de agua se cubren fundamentalmente por la humedad del suelo y no necesariamente por la pluviosidad; y, por lo general, crece frondosamente. Dan cobijo a gran cantidad de animales, y particularmente de aves. El nombre "galería" proviene del hecho de que su vegetación cubre al río formando una especie de túnel, como en la galería de una mina. Se identifican claramente en el paisaje por ceñirse al curso del río, formando un pasillo o corredor completamente distinto del resto de la vegetación, en color y altura, además de caracterizarse por poder mantener especies caducifolias en climas con sequía, como el clima mediterráneo o el tropical seco (de sabana), al depender esencialmente de la humedad del suelo y de las características azonales de este.

## Selva de galería
Se trata de una especie de bosque ribereño de la zona intertropical, y de ahí el nombre de selva, que se mantiene verde durante todo el año (los árboles no pierden las hojas durante la estación seca) que acompaña los ríos y riachuelos de la región Centro-Oeste del Brasil, con las copas de los árboles encontrándose sobre el curso de agua. En realidad, es el tipo de selva más espeso y frondoso, muchas veces impenetrable, que existe. No tiene tanta variedad botánica como la selva ecuatorial típica, ya que el nivel freático se encuentra a muy escasa profundidad, por lo que muchas especies que necesitan suelos aireados no pueden subsistir allí. Tampoco son muy extensos, a no ser que existan ríos muy juntos unos con otros y se unan entre sí en los interfluvios. Presentan algunas especies de árboles predominantes, como la palma moriche (Mauritia flexuosa) lo que en algunos países como Venezuela explica la denominación de morichales, que en el Brasil se denominan buritizales. En algunos casos, las riberas ocupadas por esta franja de vegetación, aíslan al rio de algunos afluentes de menor tamaño al ir levantando el suelo formando diques naturales que se elevan unos metros sobre la llanura. Estos diques son mucho más duraderos y resistentes que en los lugares donde no existe este tipo de vegetación, lo cual podría ser una idea susceptible de investigación para la reforestación en las áreas de llanuras fluviales inundables. En las fotos aéreas de inundaciones muy extensas pueden distinguirse los cauces de los ríos por los árboles que crecen en las riberas, presentando árboles con alturas entre 20 y 30 metros.

## España

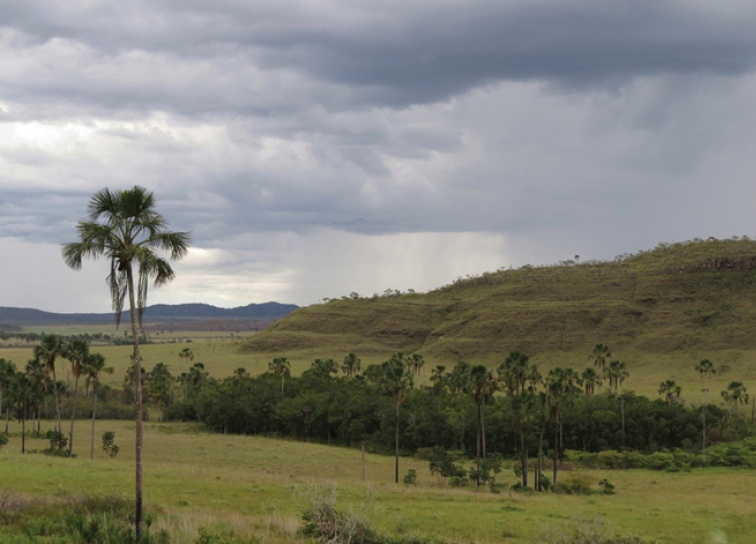
Bosque en galería.

La excepcionalidad de algunos de estos bosques les hacen objeto de especial protección, como los de la ribera del río Tajo en Aranjuez, que han obtenido la calificación de Patrimonio de la Humanidad. La alteración de los bosques en galería, o bosques de ribera, por distintos aprovechamientos humanos es muy intensa, y quedan pocos intactos en España. En Sudamérica, fundamentalmente en la región selvática que incluye el Brasil, Paraguay y otros países, estos valiosos ecosistemas están siendo protegidos y la explotación humana controlada.
En algunos lugares recibe nombres locales, como soto (entre otras zonas, en el Valle del Ebro), canuto (en la provincia de Cádiz, con una vegetación relicta de Era Terciaria similar a la laurisilva). Los Llanos colombo-venezolanos contienen franjas de selvas de galería de miles de km de longitud, a lo largo de los principales ríos. También son característicos en otras zonas de Sudamérica, como la Meseta brasileña (mata de galería) y los Esteros correntinos (llanura chaco-pampeana), en el suroeste de Norteamérica (formación denominada en inglés con la adopción de la palabra castellana bosque), y en el África oriental.